# Andrei Marc
Andrei Ovidiu Marc (* 29. April 1993 in Piatra Neamț) ist ein rumänischer Fußballspieler. Er spielt seit Sommer 2017 für CS Concordia Chiajna in der rumänischen Liga 1.

## Karriere

### Verein
Marc begann mit dem Vereinsfußball in der Jugendabteilung von Ceahlăul Piatra Neamț, dem Erstligisten seiner Heimatstadt. Zur Saison 2011/12 erhielt er bei diesem Klub einen Profivertrag und wurde auch am Training der Profis beteiligt. Mit der zweiten Saison bei den Profis erkämpfte er sich einen Stammplatz. In der Wintertransferperiode 2014/15 wechselte er zum Ligarivalen Dinamo Bukarest.
In der Sommertransferperiode 2016 wurde er vom türkischen Zweitligisten Şanlıurfaspor verpflichtet. Dort kam er auf 18 Einsätze und verließ den Klub ein Jahr später wieder. Er schloss sich anschließend CS Concordia Chiajna an. Bei diesem Verein spielte er, von einer kurzen Leihe abgesehen, durchgehend bis ins Jahr 2022.

### Nationalmannschaft
Marc begann seine Länderspielkarriere im 2010 mit einem Einsatz für die rumänische U-17-Nationalmannschaft und spielte später auch für die rumänischen U-19- und U-21-Nationalmannschaft.